# Sacalasău Nou
Sacalasău Nou (słow. Nový Šastelek) – wieś w Rumunii, w okręgu Bihor, w gminie Derna. W 2011 roku liczyła 268 mieszkańców.